# Georg Weste
Georg Weste (geboren 22. April 1798 in Döhren vor Hannover; gestorben 27. August 1888) war ein deutscher Militär und der einzige Offizier der Königlich Hannoverschen Armee, der mit der nur selten verliehenen Guelphen-Ordens-Medaille ausgezeichnet wurde.

## Leben
Georg Weste wurde zur Zeit der Personalunion zwischen Großbritannien und Hannover im Kurfürstentum Braunschweig-Lüneburg geboren. In der sogenannten „Franzosenzeit“ trat er 1813 als Freiwilliger in die Hannoversche Armee ein und kämpfte 1815 gegen die Truppen von Napoleon Bonaparte. Dabei zeichnete er sich in der Schlacht bei Waterloo insbesondere am Gasthaus von Belle-Alliance am 18. Juni 1815 durch besondere Tapferkeit aus, wofür ihn der britische Prinzregent und spätere König George IV. von Großbritannien und Irland mit der Verleihung der Guelphen-Ordens-Medaille ehrte.
Zur Zeit des Königreichs Hannover wurde Weste Vater des späteren Reitlehrers und Dompteurs der „sieben Wunderelephanten“ Leo Weste sowie des später preußischen Generalmajors Weste.
Im Deutsch-Dänischen Krieg führte Weste 1848 „seine reitende Batterie nach Schleswig-Holstein“, wo er insbesondere am 28. Mai und 5. Juni des Jahres gegen dänische Truppen kämpfte.
1852 war Weste als Vertreter der hannoverschen Artillerie einer derjenigen Offiziere, die König Georg V. von Hannover nach London entsandte zum Leichenbegängnis und letzten Ehrung des „Eisernen Herzogs“ von Wellington.
Ab 1853 wirkte Weste als Kommandant in der Residenzstadt Hannover an der dortigen Militärakademie, bevor ihn König Georg V. im Jahr 1864 zum Stadtkommandanten der Haupt- und Residenzstadt ernannte. Nachdem Weste 1865 in den Rang eines Generalleutnants erhoben worden war – er hatte bereits mehr als ein halbes Jahrhundert in der Hannoverschen Armee gedient – war er nach der Schlacht bei Langensalza, an der er als hannoverscher Stadtkommandant nicht teilgenommen hatte, einer derjenigen Offiziere der Hannoverschen Armee, die die Kapitulations-Urkunde gegenüber dem Königreich Preußen unterzeichneten.
Bis zu seinem letzten Lebensjahr 1888 hatte sich der Generallieutenant a. D. Georg Weste – er war in Hannover zuletzt im Haus Escherstraße 11 gemeldet – das Recht auf die Anrede Exzellenz erworben. Bis dahin war er zudem ausgezeichnet worden
- als Kommandeur Zweiter Klasse des Hannoverschen Guelphen-Ordens,
- mit der Hannoverschen Guelphen-Ordens-Medaille
- und der Hannoverschen Waterloo-Medaille,
- mit dem Hannoverschen Ernst-August-Kreuz für 50-jährige Militärdienstzeit
- mit der Kriegsdenkmünze für die 1813 in die Hannoversche Armee freiwillig eingetretenen Krieger,
- mit der Badenschen Medaille Zweiter Klasse
- sowie mit dem Sächsischen Albrechts-Orden Zweiter Klasse.[4]

Weste starb im Alter von 90 Jahren in Hannover.